# Salinas (Équateur)
Pour les articles homonymes, voir Salinas.
Salinas est une ville de la province de Santa Elena, en Équateur, et le chef-lieu du canton de Salinas. C'est aussi la principale station balnéaire du pays sur l'océan Pacifique. Sa population s'élevait à 34 719 habitants en 2010.

## Géographie
Salinas est la ville la plus à l'ouest de l'Équateur, sur la péninsule de Santa Elena, qui s'avance dans l'océan Pacifique. Elle est située à 118 km — 145 km par la route — à l'ouest de Guayaquil ; à 8 km à l'ouest de La Libertad et à 12 km à l'ouest de Santa Elena, la capitale provinciale.

## Histoire
Salinas était à l'origine un petit village de pêcheurs, qui devint en 1929 une paroisse rurale du canton de Santa Elena, puis en 1937 le chef-lieu du canton de Salinas. Dans la première moitié du XXe siècle, la localité vivait principalement de la pêche et de l'extraction du sel. Salinas était également un important port de l'Équateur. De 1936 à 1949, Salinas était reliée à Guayaquil par un chemin de fer.
A Salinas sont implantés une importante base de la marine équatorienne, l'aéroport Général Ulpiano Paez (SNC), l'Université de l'Armée de l'air équatorienne, ainsi qu'un centre de sélection et de formation des pilotes de l'Armée de l'air.

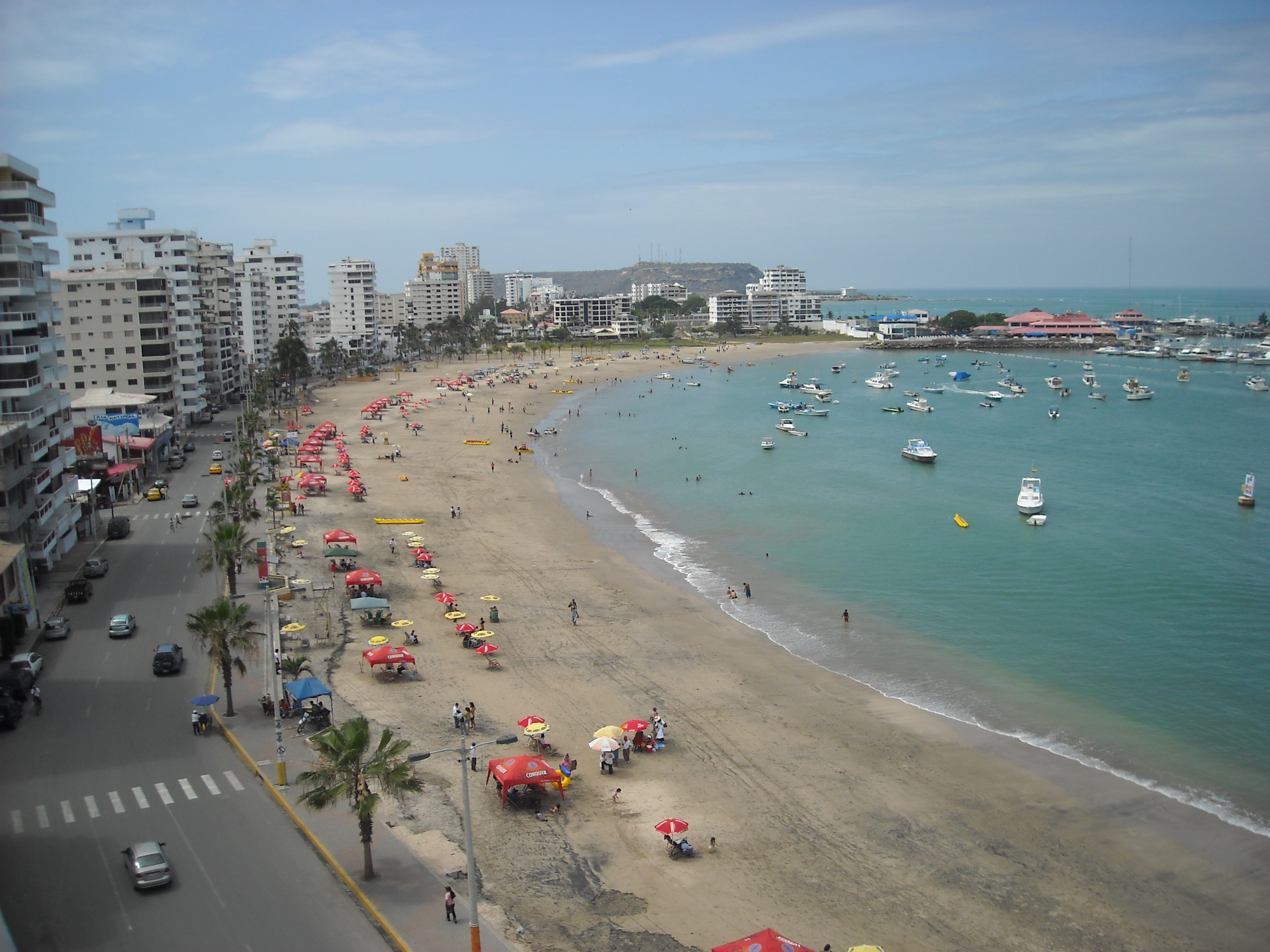
Plage de Salinas, 2010.

## Tourisme
Les plages de Salinas et de ses environs sont fréquentées toute l'année en raison d'une température qui demeure constamment autour de 27 °C. Un million de visiteurs y séjournent chaque année, venant principalement de Guayaquil. Les plages de Salinas sont San Lorenzo, Las Palmeras, Chipipe, Mar Bravo et Punta Carnero. Les activités touristiques les plus populaires à Salinas comprennent la pêche au gros, le wakeboard, ski nautique, la voile, parachutisme, etc. La ville offre un certain nombre de restaurants et de cafés le long de sa promenade, ainsi que des marchés d'artisanat. Un petit musée d'archéologie sous-marine expose des objets pré-colombiens trouvés en Équateur.

## Jumelages
- Bat Yam (Israël)